# Elisabethkirche (Kassel)

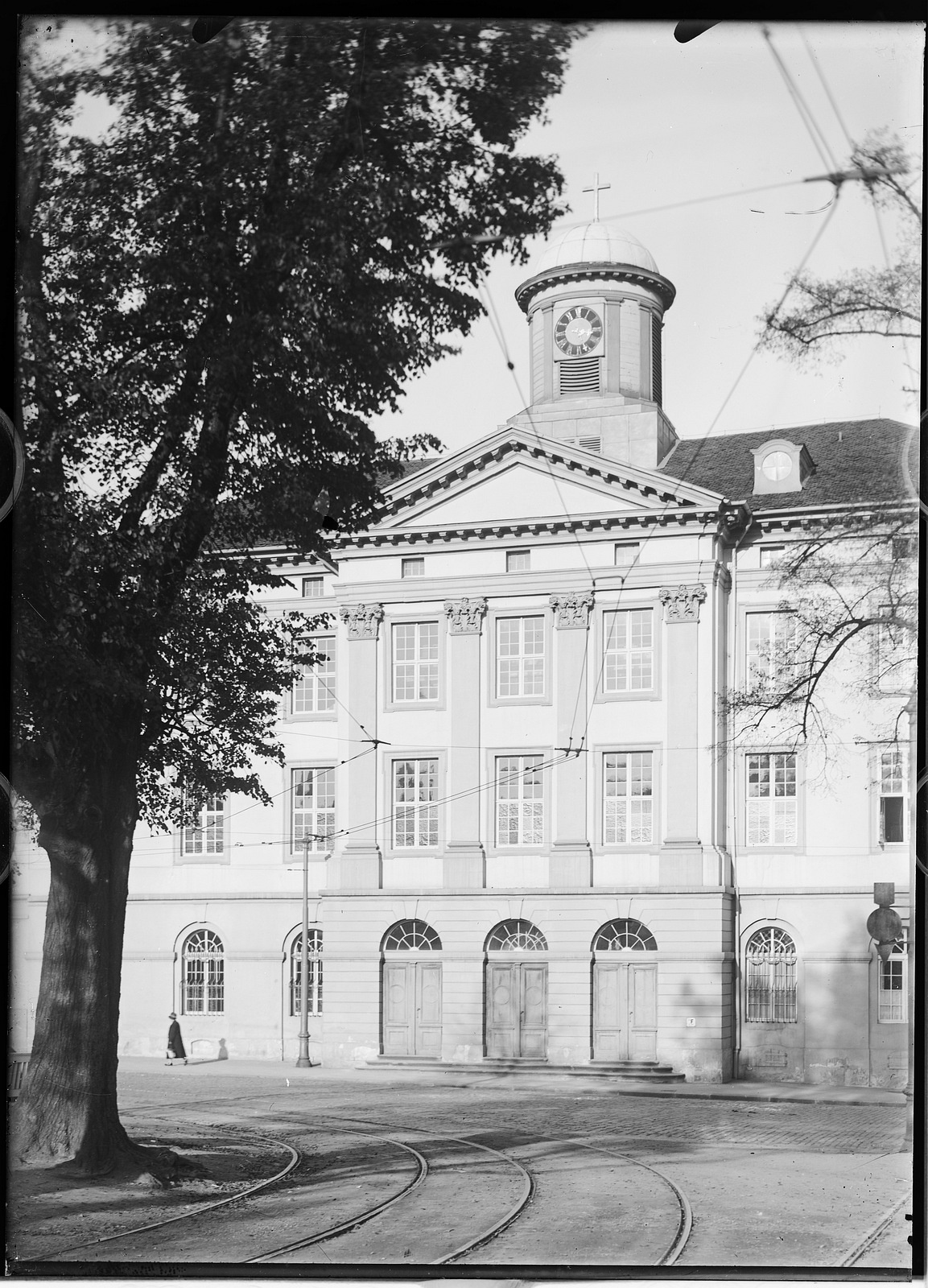
Blick auf die Hauptfassade der Elisabethkirche, um 1930.

Die erste Elisabethkirche in Kassel stand am östlichen Ende des Friedrichsplatzes auf dessen Nordseite, an der Stelle des heutigen Staatstheaters. Sie wurde im Zweiten Weltkrieg durch Bomben beschädigt und im Zuge des Wiederaufbaus der Stadt abgerissen.

## Geschichte

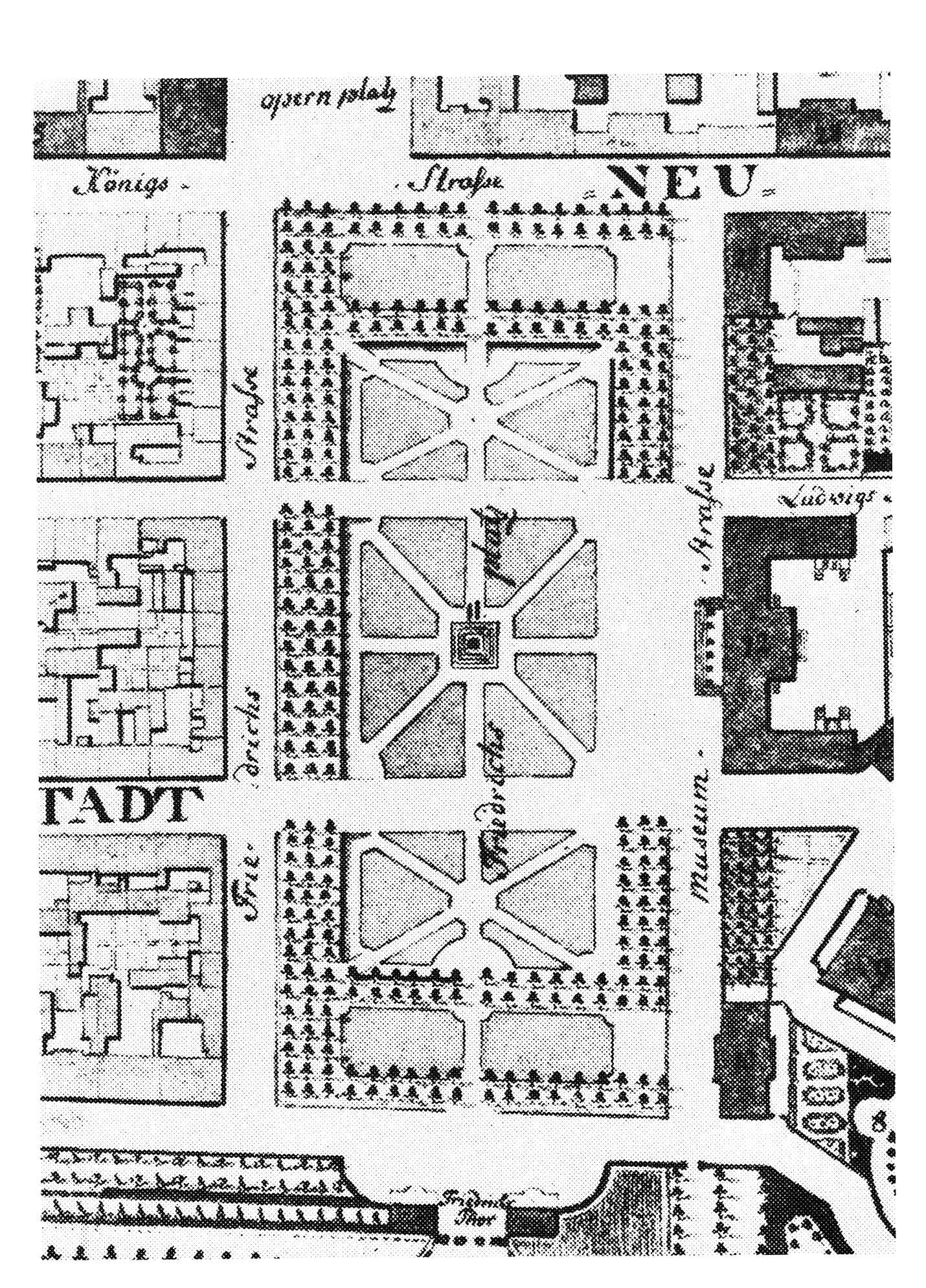
Der Friedrichsplatz auf dem Stadtplan von Kassel 1786 (Ausschnitt); Die Elisabethkirche ganz rechts unten

### Bau als Hofkapelle
Die Kirche wurde im Auftrag des Landgrafen Friedrich II. (1720–1785) von Hessen-Kassel erbaut, der schon als Erbprinz im Jahre 1749 heimlich zum katholischen Glauben übergetreten war. Friedrich beauftragte seinen Hofbaumeister Simon Louis du Ry mit dem Bau, der jedoch von außen nicht wie ein Gotteshaus aussehen durfte und als das „Geistliche Haus“ bezeichnet wurde, denn die Landgrafschaft war seit Philipp I. protestantisch und die von Friedrichs Vater Wilhelm VIII. 1754 erlassene Assekurationsakte befahl ihm, die protestantische Religion in Hessen unangetastet zu lassen.
Der Bau wurde in den Jahren von 1770 bis 1777 erstellt und der heiligen Elisabeth von Thüringen, Stammmutter der hessischen Landgrafen, geweiht. Der Kasseler Hofmusiker Christian Kalkbrenner (1755–1806) komponierte eigens für die Weihefeier eine Messe.
Du Ry schuf einen Bau mit einer über die gesamte Gebäudehöhe reichenden, großen kuppelgewölbte Rotunde, die den Altarbereich aufnahm, und die er in einen außen rechteckigen Baukörper einbettete. Im rechten, östlichen Gebäudeteil befanden sich die Wohnungen der drei vom Landgrafen angestellten katholischen Hofgeistlichen. Der klassizistische Bau war dreigeschossig. Die Fassade zum Friedrichsplatz war neunachsig, mit dreiachsigem Mittelrisaliten, der von einem flachen Dreiecksgiebel gekrönt war. Die Nordseite war ebenso gestaltet. Die Ost- und Westseiten waren dreiachsig. Der Bau war mit einem Walmdach mit Dachgauben gedeckt. Um die Nordseite des Friedrichsplatzes farblich auszubalancieren, erhielt die an seinem östlichen Ende stehende Kirche den gleichen weiß-grünlich-grauen Anstrich wie das Weiße Palais im Westen.
Der als Glockenturm dienende Dachreiter mittig über der von außen nicht sichtbaren Kuppel wurde erst 1809 hinzugefügt, während der kurzlebigen Herrschaft von Jérôme Bonaparte als König von Westphalen. Die dort eingehängten Glocken wurden auf seinen Befehl aus Hildesheim nach Kassel gebracht.
Bereits 1774, als die Kirche noch in Bau war, erhielt der Hoforgelbauer Johann Stephan Heeren (1729–1804) von Landgraf Friedrich II. den Auftrag, die Orgel zu bauen. Nach der Fertigstellung der Kirche stattete Friedrich sie mit Kunstwerken aus den landgräflichen Sammlungen aus.
Erster Pfarrer der landgräflichen Kapelle war der Hofprediger Heinrich Bödiger (1713–1780).

### Nutzung als Gemeindekirche
Nach dem Tod Friedrichs II. 1785, der in seiner Kirche bestattet wurde, wurde das „Geistliche Haus“ Gemeindekirche für die in den folgenden Jahrzehnten stetig wachsende Zahl von Katholiken, die als Beamte, Militärangehörige und später als Industriearbeiter nach Kassel kamen. Da diese Gemeinde gegen Ende des 19. Jahrhunderts auf mehr als 10.000 Mitglieder angewachsen war, wurde der Bau weiterer katholischer Kirchen dringend notwendig, und im Jahre 1899 wurde die Kirche Sankt Familia an der Kölnischen Straße geweiht. Ihr folgten innerhalb weniger Jahre die Kirchen St. Maria (Rosenkranzkirche) in Kassel-Vorderer Westen (1899–1901) und St. Joseph auf dem Rothenberg in Rothenditmold (1906/07).

### Zerstörung und Abriss
Bei dem schweren Luftangriff auf Kassel am 22. Oktober 1943 brannte die Elisabethkirche nach einem Bombentreffer aus. Ein möglicher Wiederaufbau wurde praktisch nicht in Erwägung gezogen, und wie viele andere Baudenkmäler der Stadt, die durch Kriegshandlungen beschädigt, aber nicht vernichtet worden waren, wurde auch sie letztlich ein Opfer des Wiederaufbaus der Stadt. Sie wurde 1954 gesprengt. An ihrer Stelle steht das 1955 bis 1959 gebaute Staatstheater.

## Ersatzneubau
Der Bau einer neuen Kirche erfolgte daher auf der anderen Seite des Friedrichplatzes. Die heutige Kirche Sankt Elisabeth wurde in den Jahren 1959/60 erbaut und im November 1960 geweiht.
Aus der Innenausstattung der einstigen Elisabethkirche wurden fünf vor deren Zerstörung gerettete Bilder des Kasseler Hofmalers Johann Heinrich Tischbein d. Ä. aus dessen 1778 für die Elisabethkirche gemalten Passions- und Himmelfahrtszyklus übernommen.
Der Sarg des Landgrafen Friedrich II., der ursprünglich in seiner Kirche bestattet worden war, stand bis zum Einsturz des Kirchendachs am 6. November 2023 auf dem Treppenpodest zur Empore der Nachfolgerkirche.